# Felsritzungen von Boglösa

Felsbildkonzentrationen in Schweden

Die Felsritzungen von Boglösa in der Provinz Uppland in Mittelschweden liegen als südöstlich von Enköping. Die drei benachbarten Petroglyphen (schwedisch Hällristningar) gehören zu einem Felsritzungsareal. Sie stammen aus der schwedischen Bronze- (ca. 1500–500 v. Chr.) und Eisenzeit. 
- Boglösa Kyrka, nahe der Kirche
- Brandskogen, liegt 900 m westlich der Boglösa Kyrka
- Rickeby, nahe der Kirche

## Boglösa Kyrka und Rickebyhällen
Die beiden bronzezeitlichen Felsbilderkomplexe zeigen abstrakt abgebildete Menschen, Tiere und Symbole. Darunter Fußabdrücke, Kreise, Räder, Ringe, Schiffe, Spiralen und undefinierbare Bilder sowie Interaktionen zwischen den dargestellten Gruppen. Damit entsprechen sie weitgehend dem Spektrum der bronzezeitlichen Felsritzungen in der Südhälfte Schwedens.

Stora Rickebyhällen
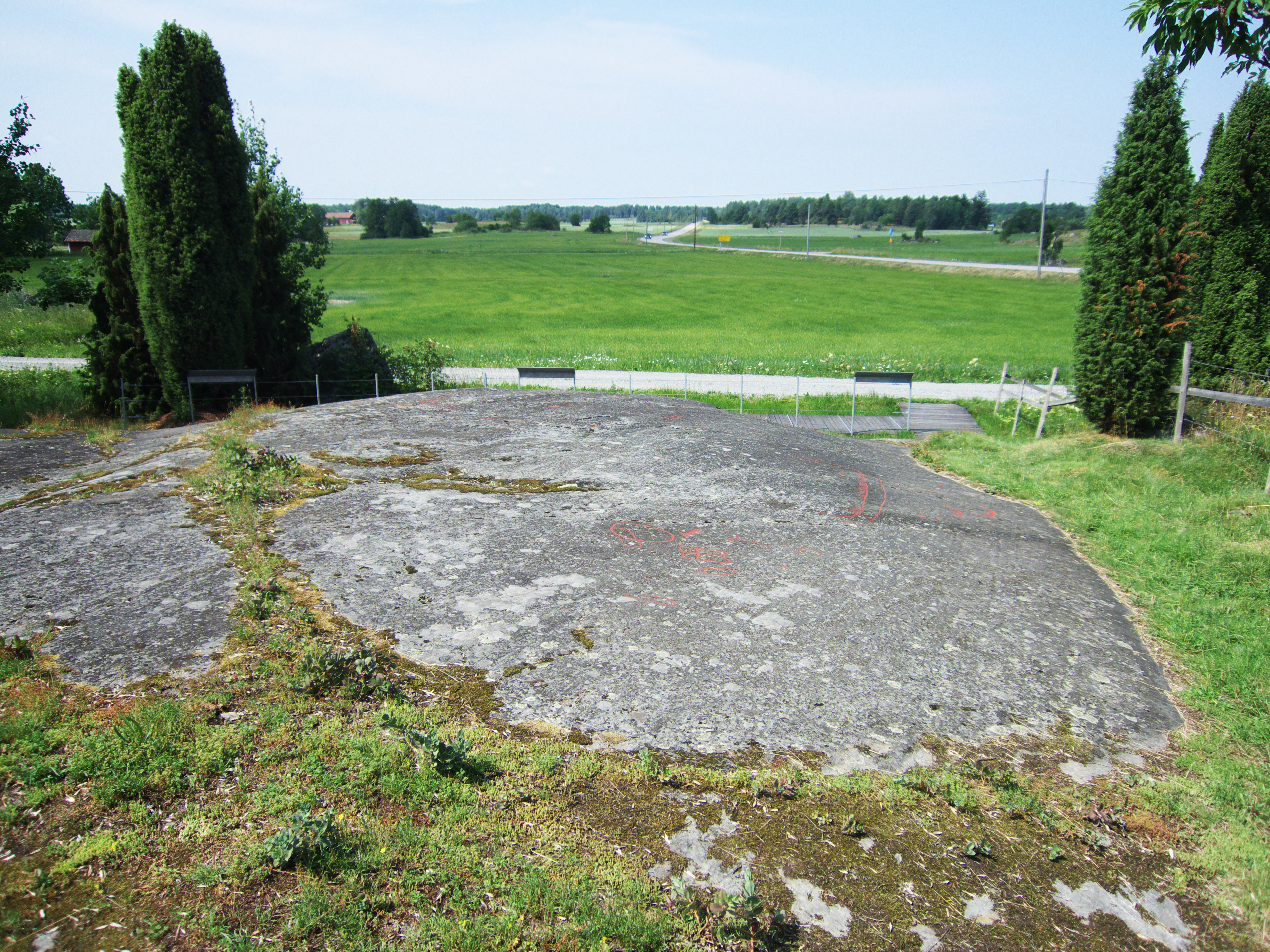
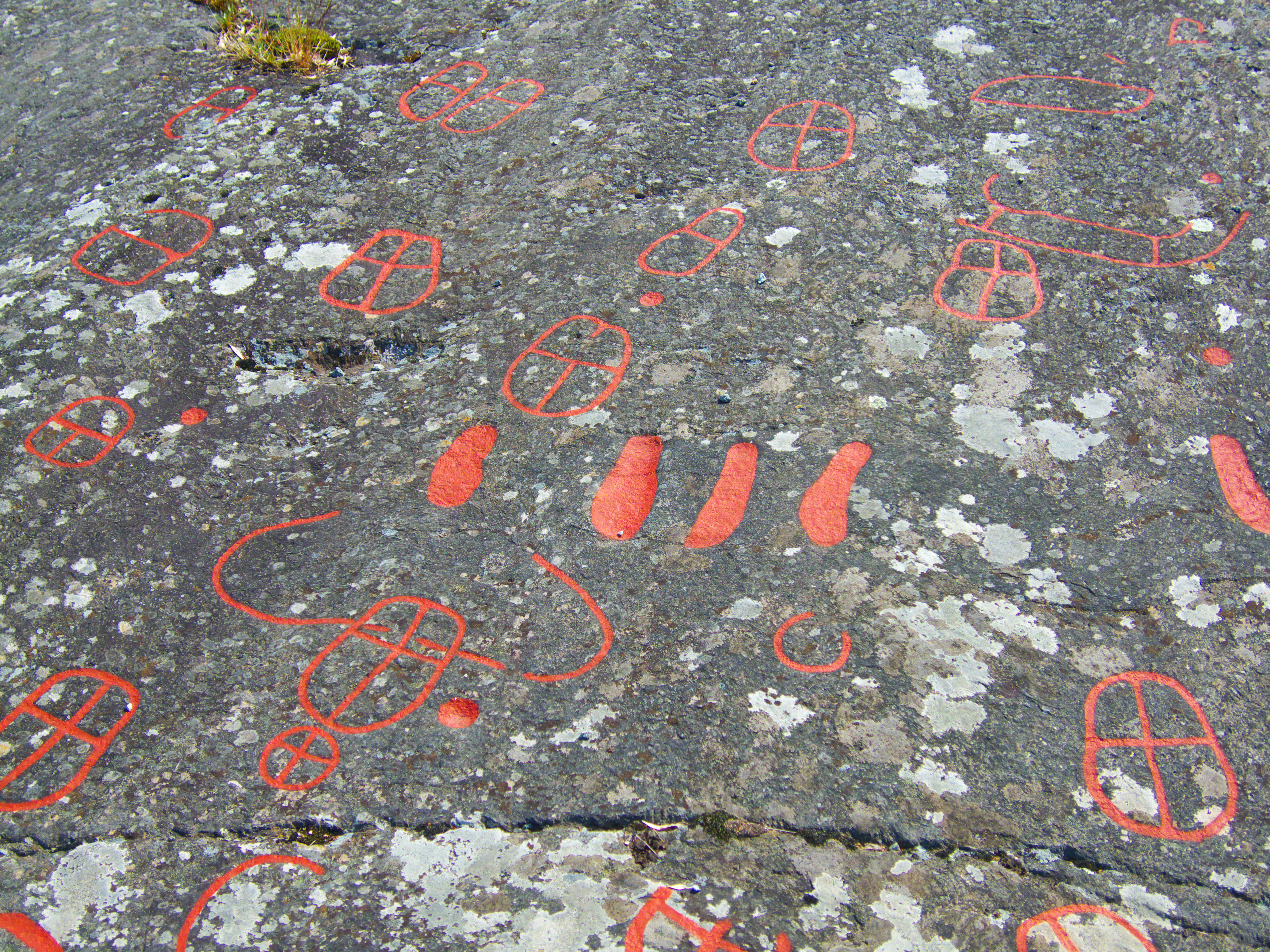
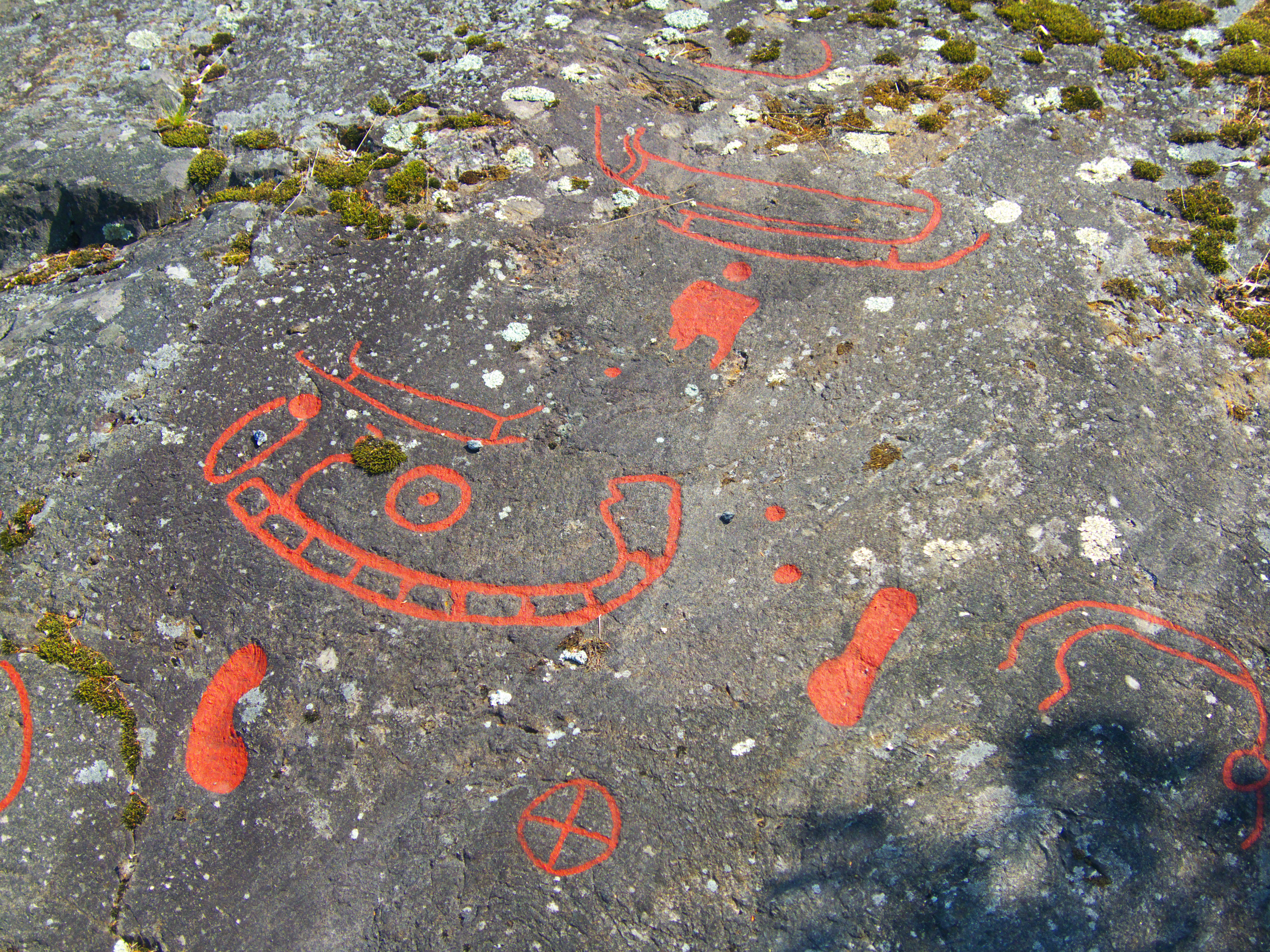
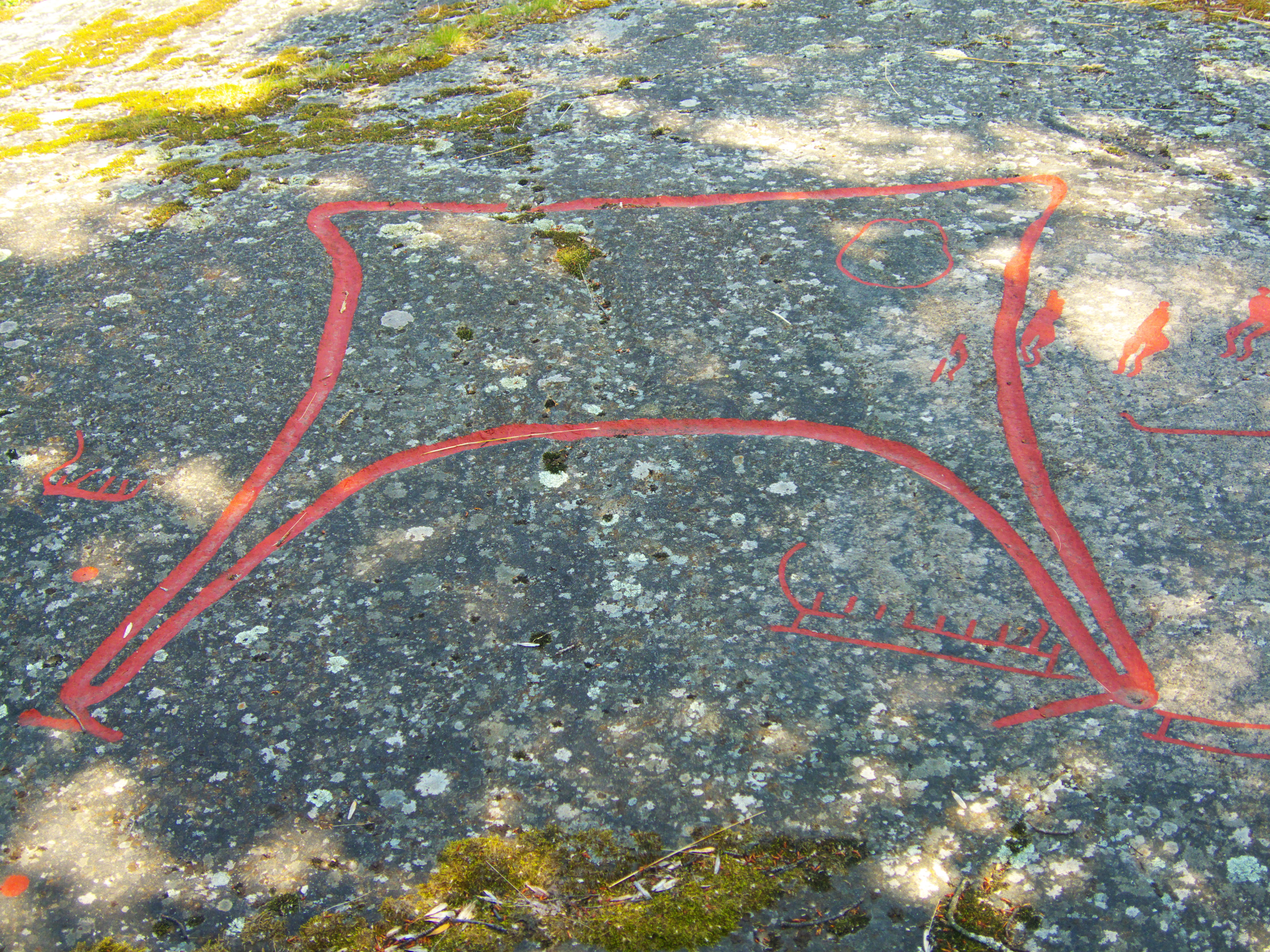
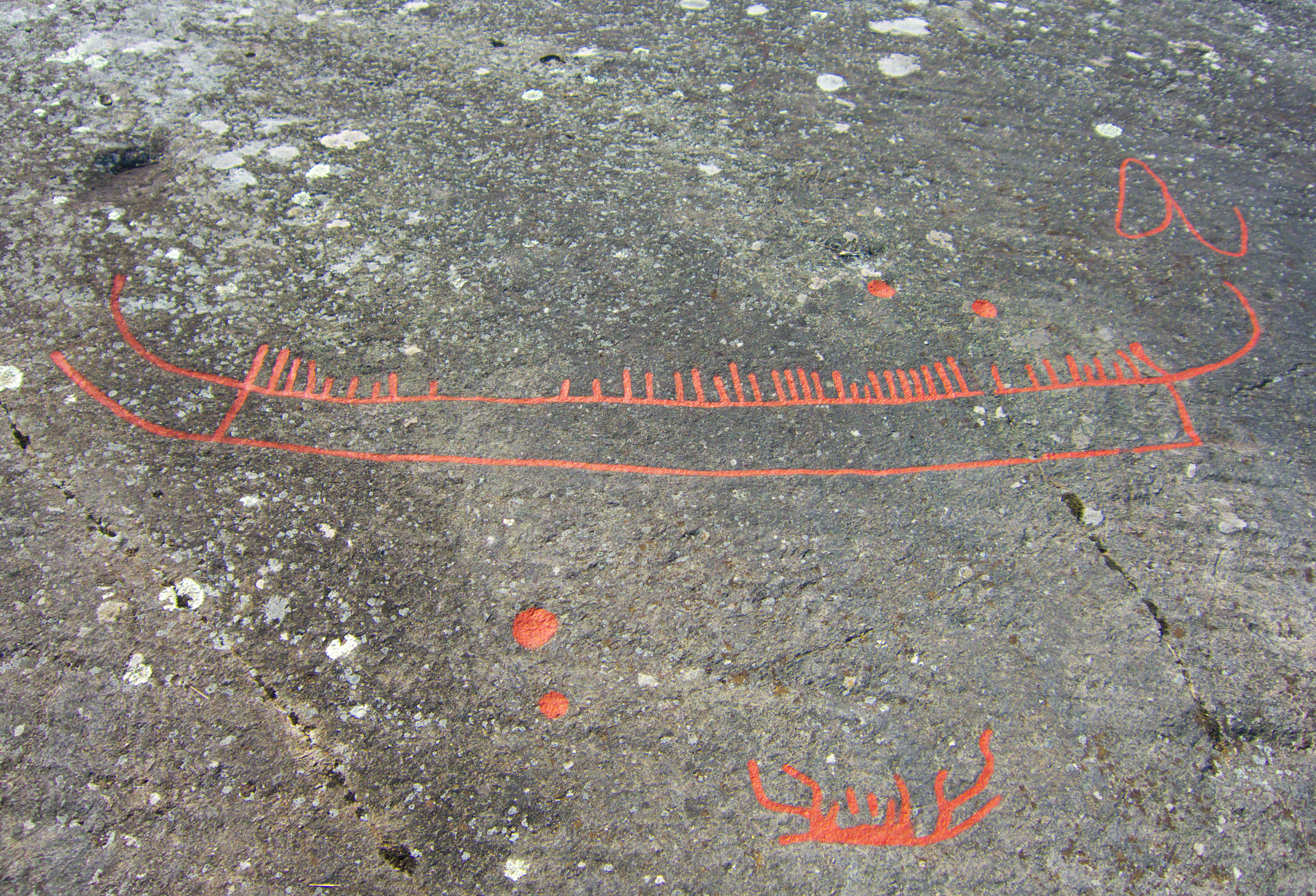

## Brandskogen
Unter den Hällristningar, die Schiffsbilder zeigen, fällt das 4,13 m lange und 0,6 m hohe „Brandskogsskeppet“ in vieler Hinsicht aus dem Rahmen. Der beispiellose, da naturalistisch dargestellte, kompakt wirkende Schiffsrumpf ist an Vorder- und Achtersteven mit den Köpfen von Elchkühen verziert. Die Besatzung besteht aus sechs Ruderern. Diese Darstellung wird in die beginnende Eisenzeit datiert.
Beim Brandskogsskeppet handelt es sich offenbar um ein kleines Fahrzeug, das eine Votivgabe an die Götter darstellt. Der Geber ist möglicherweise jene Gestalt, die unter dem Schiff steht und es zu tragen scheint. Das Archäologische Institut der Universität Uppsala versteht, dass die Darstellung in: „Zusammenhang mit der Kulthandlung stehen oder als heilig angesehen werden muss“. Damit entspricht die Darstellung realen Schiffsopfern wie dem Nydam-Schiff. Dass bereits die Schiffe der Bronzezeit möglicherweise eine beachtliche Größe hatten, zeigt eine zweite Felsritzung auf der Platte von Brandskogen. Die stilisierte, und damit ältere Schiffsdarstellung zeigt 79 Bemannungsstriche. 

Brandskogen
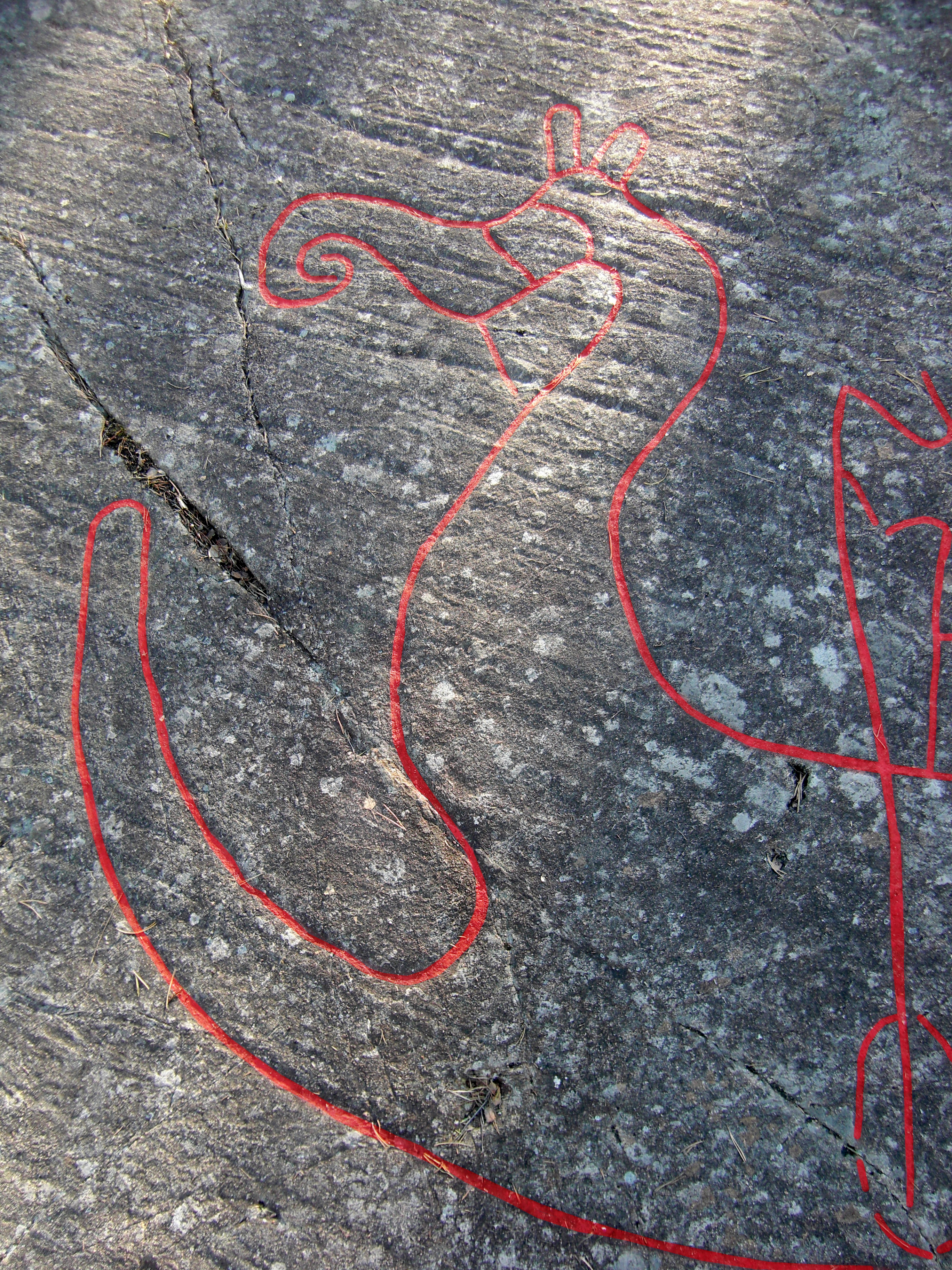
Detail des Bugs
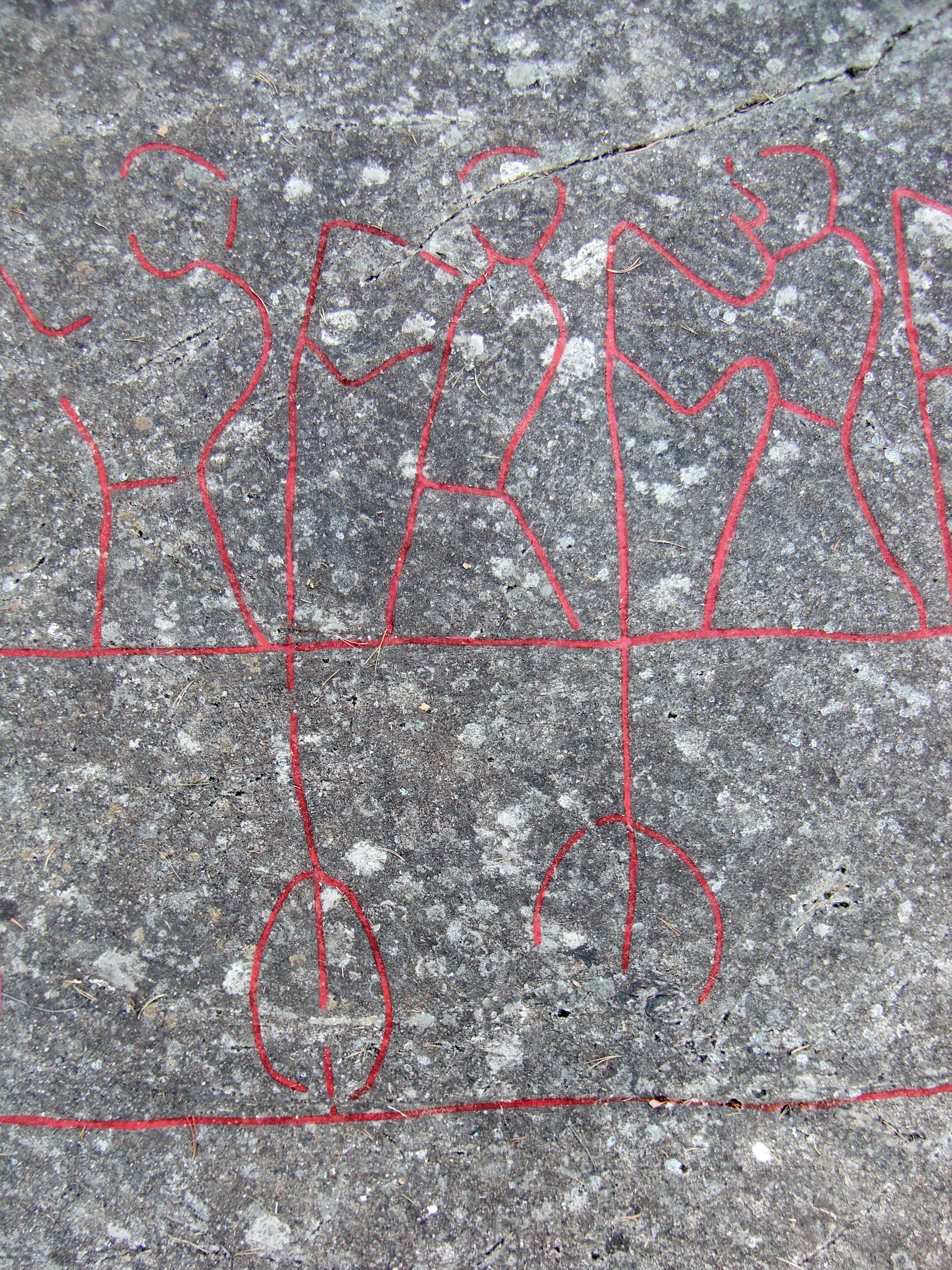
Männer beim Rudern
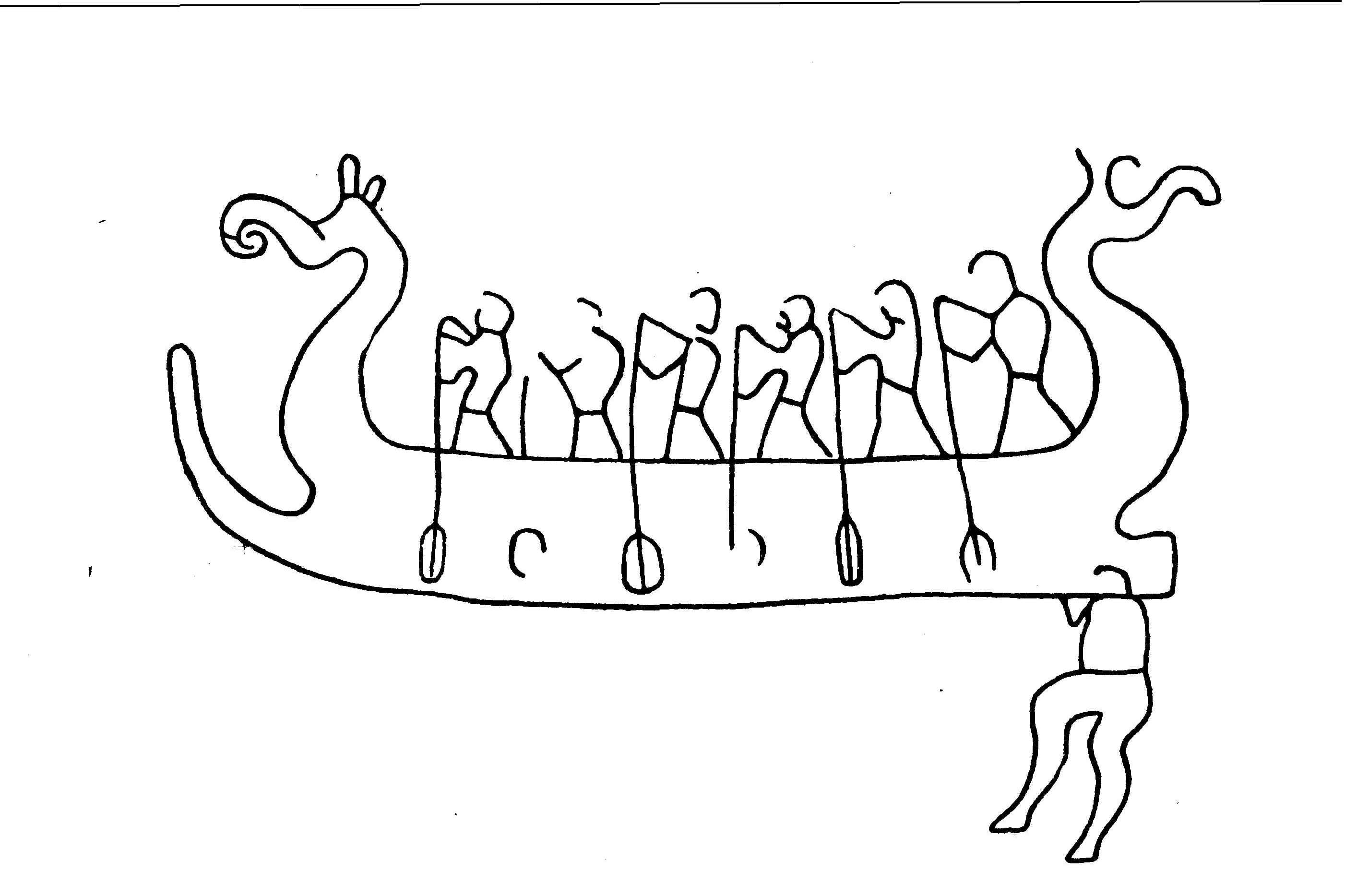
Das Brandskogsschiff
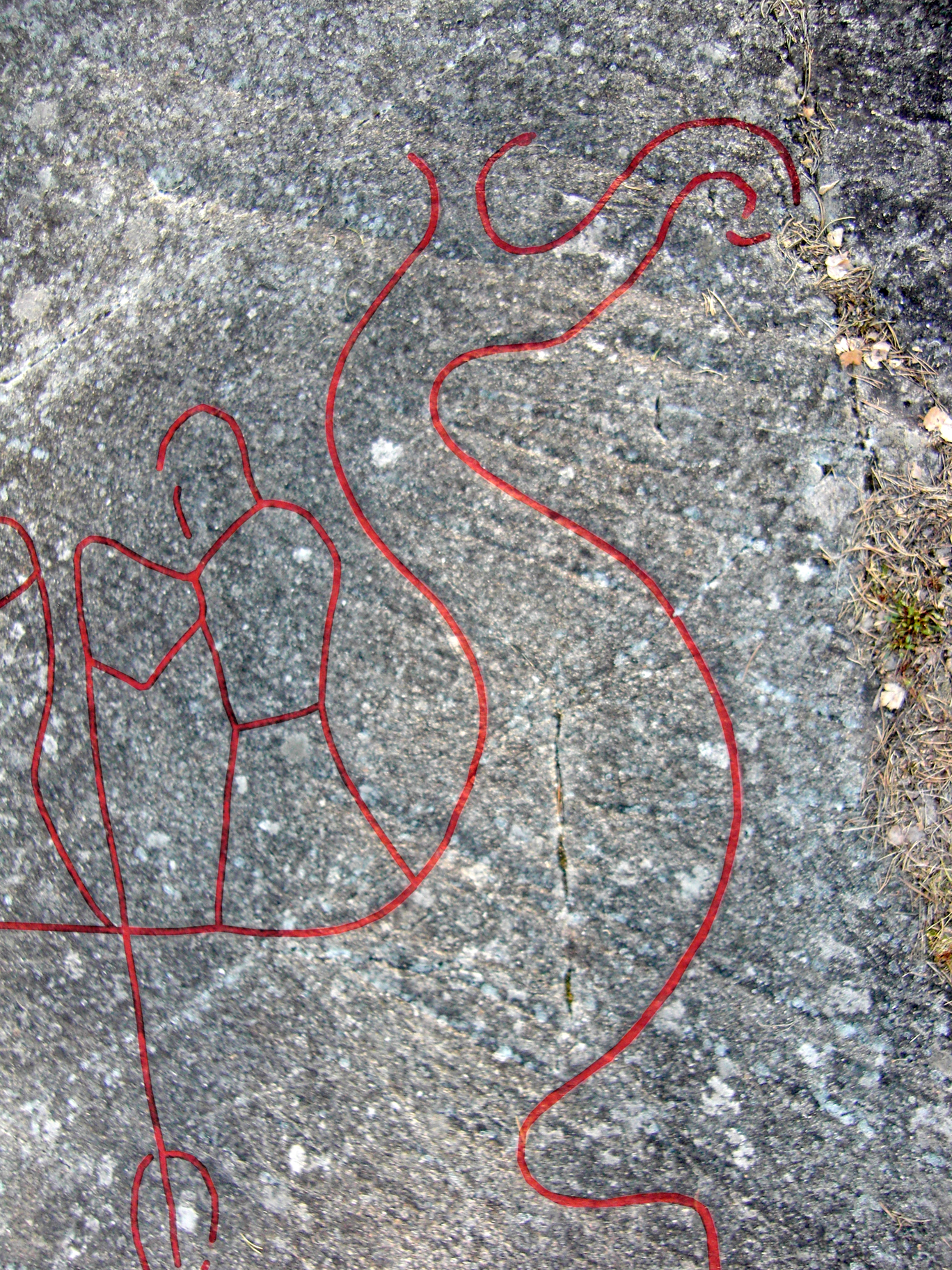
Detail des Hecks
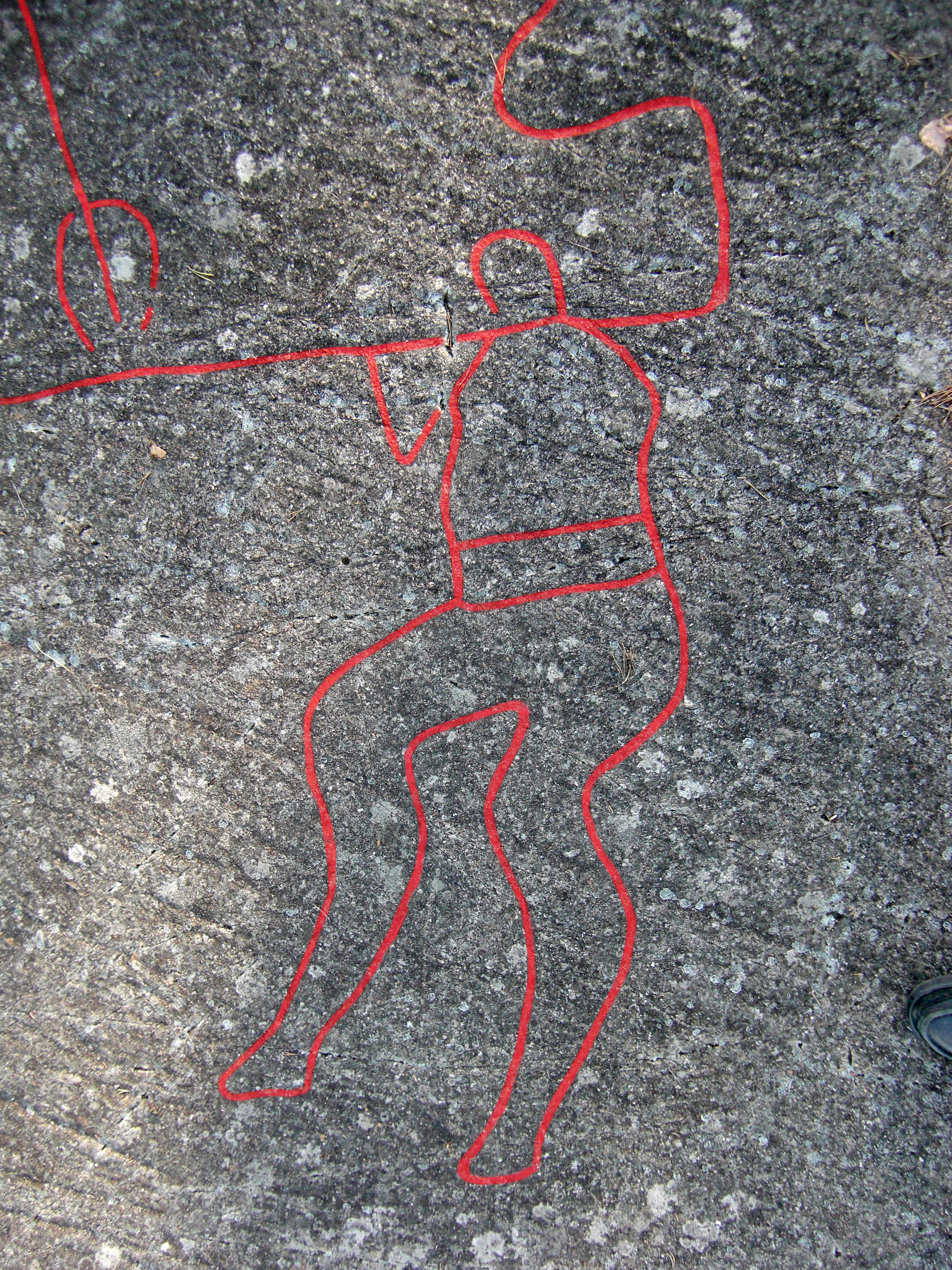
Schiffsträger

## Einzelbelege
1. ↑  Almgren: Lebendige Vorzeit. 1980, S. 15.